# Liste des centrales électriques en Algérie
 (octobre 2022).
Si vous disposez d'ouvrages ou d'articles de référence ou si vous connaissez des sites web de qualité traitant du thème abordé ici, merci de compléter l'article en donnant les références utiles à sa vérifiabilité et en les liant à la section « Notes et références ».
Cette page répertorie les centrales électriques en Algérie.

## Production d’énergie électrique en Algérie
Sonelgaz : Chiffres-clés
- Production d'électricité : 85 754 GWh
- Capacité installée : 25 180 MW
- Longueur du réseau de transport électrique : 33 775 km
- Longueur du réseau de distribution électrique : 383 014 km
- Longueur du réseau de transport de gaz : 24 193 km
- Longueur du réseau de distribution de gaz : 150 337 km
- Nombre de clients Électricité : 11 461 721
- Nombre de clients Gaz : 7 380 462

La capacité nationale de production d’énergie électrique en Algérie est de l'ordre de : 25 180 MW
Le parc de production national d’énergie électrique est constitué de : 
- 8 Centrales  Thermiques à vapeur (TV): Puissance Totale : 5035 MW (20% de la production nationale)
- 21 Centrales Turbine à gaz (TG) : Puissance Totale : 7697 MW (30.5% de la production nationale)
- 5 Cycles Combinés : Puissance Totale : 5 007 MW  (21% de la production nationale)
- 13 centrales hydrauliques:  Puissance Totale : 229 MW  (0.9 % de la production nationale)
- 1 Centrale Hybride de Hassi R'Mel :  Puissance Totale : 150 MW
- 9 nouvelles centrales électriques de différents types  :  Puissance Totale :  6427 MW  (27 % de la production nationale)
- énergie solaire : 300 MW

### Tableau des 57 centrales par type d'énergie
| Site localisé                                                   | Wilaya                      | Coordonnées GPS                                                 | Type                      | Puissance (MW) | Mise en service                | Réf. |
| --------------------------------------------------------------- | --------------------------- | --------------------------------------------------------------- | ------------------------- | -------------- | ------------------------------ | ---- |
| Turbine à gaz (TG) Sorecal                                      | Bab Ezzouar -Wilaya d'Alger | L : 36°752887 Nord l : 3°0442048 Est                            | Gaz                       | 108            | 1978                           |      |
| Thermiques à vapeur (TV) - Berrouaghia                          | Wilaya de Medea             | L : 36°15′51″ Nord l : 2°45′14″ Est                             | Cycle combiné Gaz/ Diesel | 500            | 2006                           |      |
| Turbine à gaz (TG) - Fkirina                                    | Wilaya d'Oum El Bouaghii    | L : : 35°52′31″ Nord l : 7°06′48″ Est                           | Gaz                       | 408 (24x17)    | 2004                           |      |
| Thermiques à vapeur (TV) - Hamma                                | Wilaya d'Alger              | L : 36°752887 Nord l : 3°0442048 Est                            | Cycle combiné Gaz/ Diesel | 418            | 2002                           |      |
| Turbine à gaz (TG) Hassi Messaoud I                             | Wilaya d'Ouargla            | 31° 56' 60" N 5° 19' 0.001" E                                   | Gaz                       | 120            | 1998                           |      |
| Turbine à gaz (TG) Hassi Messaoud II                            | Wilaya d'Ouargla            | 31° 56' 60" N 5° 19' 0.001" E                                   | Gaz                       | 200            |                                |      |
| Turbine à gaz (TG) Hassi Messaoud Ouest                         | Wilaya d'Ouargla            | 31° 56' 60" N 5° 19' 0.001" E                                   | Gaz                       | 492            |                                |      |
| Turbine à gaz (TG) Hassi Messaoud Sud                           | Wilaya d'Ouargla            | 31° 56' 60" N 5° 19' 0.001" E                                   | Gaz                       | 72             |                                |      |
| Turbine à gaz (TG) - Kahrama                                    | Wilaya d'Oran               | 35° 41' 51.555" N 0° 38' 1.455" W                               | Gaz                       | 318            | 2005                           |      |
| Cycles Combinés Koudiet Eddraouch - Berrihane                   | Wilaya d'El Tarf            | 36° 46' 1.2" N 8° 19' 1.2" E                                    | Gaz                       | 1200           | 2013                           |      |
| Centrale OUMACHE I Turbine à gaz (TG)                           | Wilaya de Biskra            | 34° 51' 0" N 5° 43' 59.999" E                                   | Gaz                       | 487            |                                |      |
| Thermiques à vapeur (TV) Naamaâ CC Touifza                      | Wilaya de Naâma             |                                                                 | Cycle combiné             | 1163           |                                |      |
| Thermiques à vapeur (TV) - Marsat El Hadjadj                    | Wilaya d'Oran               | 35° 41' 51.555" N 0° 38' 1.455" W                               | Gaz/ Diesel               | 840            | 2007                           |      |
| Thermiques à vapeur (TV) - Ravin Blanc                          | Wilaya d'Oran               | 35° 41' 51.555" N 0° 38' 1.455" W                               | Cycle combiné Gaz/ Diesel | 133            |                                |      |
| Thermiques à vapeur (TV) - Skikda 3833                          | Wilaya de Skikda            | 36° 52' 0.001" N 6° 54' 0" E                                    | Cycle combiné Gaz/ Diesel | 262            | 2006                           |      |
| Cycles Combinés SKS Skikda                                      | Wilaya de Skikda            | 36° 52' 0.001" N 6° 54' 0" E                                    | Cycle combiné Gaz/ Diesel | 880            |                                |      |
| Cycles Combinés Terga                                           | Aïn Témouchent              | 35° 18' 26.1" N 1° 8' 32.825" W                                 | Gaz                       | 1200           | 2012                           |      |
| Turbine à gaz (TG) Ain Zada (Aïn Arnat)                         | Wilaya de Sétif             |                                                                 | à cycle combiné           | 1015           | 2017                           | ,    |
| Turbine à gaz (TG) Relizane                                     | Wilaya de Relizane          |                                                                 | Gaz                       | 465 (3x155)    | 2019                           |      |
| Turbine à gaz (TG) Boufarik                                     | Wilaya de Blida             |                                                                 | à Cycle combiné           | 96             | 2018                           |      |
| Turbine à gaz (TG) Tiaret I & II                                | Wilaya de Tiaret            |                                                                 | Gaz                       | 420            |                                |      |
| Cycles Combinés Hadjret Ennous - Cherchell                      | Wilaya de Tipaza            |                                                                 | Gaz                       | 1227           |                                |      |
| centrale hybride de Hassi R'Mel                                 | Wilaya de Laghouat          | 33° 47' 50.118" N 2° 52' 9.863" E                               | à cycle combiné           | 150            | 2018                           |      |
| centrale électrique à turbine à gaz de Boutlelis                | Wilaya d'Oran               | 35° 41' 51.555" N 0° 38' 1.455" W                               | à cycle combiné           | 466            | 2018                           |      |
| Thermiques à vapeur (TV) - Ras Djinet                           | Wilaya de Boumerdès         |                                                                 | Cycle combiné Gaz/ Diesel | 1131.1         | 2021                           |      |
| Thermiques à vapeur (TV) - Jijel                                | Wilaya de Jijel             | 36° 49' 0.259" N 5° 44' 56.736" E                               | Cycle combiné Gaz/ Diesel | 588            |                                |      |
| centrale électrique d'El Foulya - Guemar-                       | Wilaya d'El Oued            |                                                                 | Cycle combiné             | 620            | 2020                           |      |
| Centrale électrique de Ben Khellil - Boufarik 2                 | Wilaya de Blida             | 36,59738° ou 36° 35' 51" nord                                   | à cycle combiné           | 705            | 2021                           |      |
| centrale électrique de Sonactel ...                             | Wilaya de Mostaganem        |                                                                 | à cycle combiné           | 1450           | 2021                           |      |
| Centrale Turbine à gaz (TG) Adrar                               | Wilaya d'Adrar              |                                                                 | Gaz                       | 146            |                                |      |
| Turbine à gaz (TG)                                              | Wilayad'Annaba              |                                                                 | Gaz                       | 72             | 2009                           |      |
| Turbine à gaz (TG) Larbaâ -                                     | Wilaya de Blida             |                                                                 | Gaz                       | 4x139 : 556    | 2009                           |      |
| Centrale Hydraulique Darguina                                   | Wilaya de Béjaïa            |                                                                 | Eau                       | 71.5           |                                |      |
| Centrale Hydraulique Ighil Emda - Kherrata -                    | Wilaya de Béjaïa            | L: 36,47564° ou 36° 28' 32" nord l : 5,27078° ou 5° 16' 15" est | Eau                       | 24             | Retirée de l'exploitation 2010 |      |
| Centrale Hydraulique Mansouria                                  | Wilaya de Jijel             | 36° 49' 0.259" N 5° 44' 56.736" E                               | Eau                       | 100            |                                |      |
| Centrale Hydraulique Eraguene                                   | Wilaya de Jijel             | 36° 49' 0.259" N 5° 44' 56.736" E                               | Eau                       | 16             | Retirée de l'exploitation 2010 |      |
| Centrale Hydraulique Souk El Djemaa - Toudja                    | Wilaya de Béjaïa            |                                                                 | Eau                       | 08             |                                |      |
| Centrale Hydraulique Ighzernchebel                              | Wilaya de Tizi Ouzou        | 36° 43' 0.001" N 4° 2' 60" E                                    | Eau                       | 03             |                                |      |
| Centrale Hydraulique Tizi Meden                                 | Wilaya de Tizi Ouzou        | 36° 43' 0.001" N 4° 2' 60" E                                    | Eau                       | 4.40           |                                |      |
| Centrale Hydraulique Ghrib - Oued Chorfa,                       | Wilaya d'Aïn Defla          |                                                                 | Eau                       | 07             |                                |      |
| Centrale Hydraulique Gouriet                                    | Wilaya de Tizi Ouzou        | 36° 43' 0.001" N 4° 2' 60" E                                    | Eau                       | 6.5            |                                |      |
| Centrale Hydraulique Bou Hanifia                                | Wilaya de Mascara           |                                                                 | Eau                       | 15.5           |                                |      |
| Centrale Hydraulique Oued Fodda                                 | Wilaya de Chlef             |                                                                 | Eau                       | 15.6           |                                |      |
| Centrale Hydraulique Beni Bahdel                                | Wilaya de Tlemcen           |                                                                 | Eau                       | 3.5            |                                |      |
| Centrale Hydraulique Tessala                                    | Wilaya de Mila              |                                                                 | Eau                       | 4.2            |                                |      |
| Turbine à gaz (TG) - Tilghemt                                   | Wilaya de Laghouat          |                                                                 | Gaz                       | 300            |                                |      |
| Cycles Combinés M'Sila                                          | Wilaya de M'Sila            | 35° 18' 59.879" N 4° 14' 0.008" E                               | Gaz                       | 730            |                                |      |
| Turbine à gaz (TG) Ain-Djasser                                  | Wilaya de Batna             |                                                                 | Gaz                       | 794.8          | 2019                           |      |
| Turbine à gaz (TG)Labreg                                        | Wilaya de Khenchela         |                                                                 | Gaz                       | 420 (3x140)    | 2018                           |      |
| Turbine à gaz (TG)El-Goléa I                                    | Wilaya d'El Meniaa          |                                                                 | Gaz                       | 45 (9x5)       |                                |      |
| Turbine à gaz (TG)El-Goléa II                                   | Wilaya d'El Meniaa          |                                                                 | Gaz                       | 160 (20x8 )    |                                |      |
| Turbine à gaz (TG)Timimoun                                      | wilaya de Timimoun          |                                                                 | GAZ                       | 102 (6x17)     |                                |      |
| centrale électrique Aïn Oussara                                 | wilaya de Djelfa            |                                                                 | à cycle combiné           | 1262           | 2024                           |      |
| Centrale électrique d'Alger Port                                | Wilaya d'Alger              | L : 36°752887 Nord l : 3°0442048 Est                            | Charbon                   | 80 (2×40 )     | 2009                           |      |
| Turbine à gaz (TG) Mobile - Amizour                             | Wilaya de Béjaïa            |                                                                 | à cycle combiné           | 183            |                                |      |
| Turbine à gaz (TG)Tamanrasset                                   | Wilaya de Tamanrasset       |                                                                 | GAZ                       | 60 (4x15 )     |                                |      |
| Turbine à gaz (TG) Tindouf                                      | Wilaya de Tindouf           |                                                                 | Gaz                       | 17.125 MW      |                                |      |
| CENTRALES ELECTRIQUES EN PROJET                                 |                             |                                                                 |                           |                |                                |      |
| Centrale Électrique de Kaïs                                     | Wilaya de Khenchela         |                                                                 | Gaz                       | 1000 MW        |                                |      |
| Centrale Électrique de Bellara - Zone Franche                   | Wilaya de Jijel             | 36° 49' 0.259" N 5° 44' 56.736" E                               | Gaz                       | 1399 MW        |                                |      |
| centrale électrique à turbines à gaz mobiles Ghardaïa.          | Wilaya deGhardaïa           | L: 32.4902246 l : 3.6738412                                     | Gaz                       | 160 (8X20)     |                                |      |
| centrale électrique à turbines à gaz Bordj - Chegga -Oumache II | Wilaya de Biskra            | 34° 51' 0" N 5° 43' 59.999" E                                   | à cycle combiné           | 1400 MW        |                                |      |
| centrale électrique à turbines à gaz Oumache III                | Wilaya de Biskra            | 34° 51' 0" N 5° 43' 59.999" E                                   | à cycle combiné           | 1300 ~ 1600 MW |                                |      |
|                                                                 |                             |                                                                 |                           |                |                                |      |

### Turbines à Gaz et à Vapeur
Les  nouvelles centrales de production électrique sont équipés par des Turbines à gaz et à vapeur fabriqués en Algérie dans l'usine de « General Electric Algeria Turbine » (GEAT) implantée dans le parc industriel de la commune de Ain Yagout, dans la Wilaya de Batna, coentreprise entre Sonelgaz (51 %) et General Electric (49 %). GEAT a vendu en novembre 2021 deux cycles ouverts de production composés de deux turbines à gaz de type F.049 et deux générateurs avec leurs équipements connexes d’une capacité de production de 500 MW pour un client du Moyen-Orient”.